# دبلیودبلیوئی آنفورگیون
آنفورگیون (به انگلیسی: Unforgiven) نام یک رویداد سالانه کشتی حرفه‌ای غیر رایگان می‌باشد که توسط دبلیودبلیوئی از سال ۱۹۹۹ در ماه سپتامبر برگزار می‌شود. این رویداد به عنوان یک برنامه در رویداد در خانه شما در ماه آوریل آغاز شد و مسابقه بین آندرتیکر و کین را نشان داد. از سال ۲۰۰۳ تا ۲۰۰۶ این حوادث با نام تجاری دبلیودبلیوئی را منحصر شد. در سال ۲۰۰۹ این رویداد با رویداد بریکینگ پوینت جایگزین شد.

## آنفورگیون‌های برگزار شده
|  | برند را |

| رویداد                 | تاریخ           | شهر                        | ورزشگاه                 | مسابقه اصلی |
| ---------------------- | --------------- | -------------------------- | ----------------------- | --- |
| آنفورگیون: در خانه شما | ۲۶ آوریل ۱۹۹۸   | گرینزبورو، کارولینای شمالی | گرینزبورو کولیسم کمپلکس | استیو آستین (c) مقابل میک فولی برای کمربند دبلیودبلیوئی قهرمانی جهان                                                                        |
| آنفورگیون (۱۹۹۹)       | ۲۶ سپتامبر ۱۹۹۹ | شارلوت، کارولینای شمالی    | شارلوت کولیسم           | تریپل اچ مقابل دواین جانسون مقابل کین مقابل میک فولی مقابل بیگ شو مقابل بیریتیش بولداگ با حضور ویژه استیو آستین                             |
| آنفورگیون (۲۰۰۰)       | ۲۴ سپتامبر ۲۰۰۰ | فیلادلفیا                  | فرست آنین سنتر          | دواین جانسون مقابل کریس بنوا مقابل آندرتیکر مقابل کین مسابقه فیتال ۴ وی برای کمربند دبلیودبلیوئی قهرمانی جهان                               |
| آنفورگیون (۲۰۰۱)       | ۲۳ سپتامبر ۲۰۰۱ | پیتسبرگ                    | ملوت آرنا               | استیو آستین (c) مقابل کرت انگل برای کمربند دبلیودبلیوئی قهرمانی جهان                                                                        |
| آنفورگیون (۲۰۰۲)       | ۲۲ سپتامبر ۲۰۰۲ | لس آنجلس                   | استیپلز سنتر            | تریپل اچ (c) مقابل راب ون دم برای قهرمانی سنگین‌وزن جهان (دبلیو دبلیو ای) براک لزنر (c) مقابل آندرتیکر برای کمربند دبلیودبلیوئی قهرمانی جهان |
| آنفورگیون (۲۰۰۳)       | ۲۱ سپتامبر ۲۰۰۳ | هرشی، پنسیلوانیا           | گرنت سنتر               | تریپل اچ (c) مقابل بیل گلدبرگ برای قهرمانی سنگین‌وزن جهان (دبلیو دبلیو ای)                                                                   |
| آنفورگیون (۲۰۰۴)       | ۱۲ سپتامبر ۲۰۰۴ | پورتلند، اورگن             | رز گاردن آرنا           | رندی اورتن (c) مقابل تریپل اچ برای قهرمانی سنگین‌وزن جهان (دبلیو دبلیو ای)                                                                   |
| آنفورگیون (۲۰۰۵)       | ۱۸ سپتامبر ۲۰۰۵ | اکلاهما سیتی               | فورد سنتر               | جان سینا (c) مقابل کرت انگل برای کمربند دبلیودبلیوئی قهرمانی جهان                                                                           |
| آنفورگیون (۲۰۰۶)       | ۱۷ سپتامبر ۲۰۰۶ | تورنتو                     | ایر کانادا سنتر         | اج (c) مقابل جان سینا برای کمربند دبلیودبلیوئی قهرمانی جهان                                                                                 |
| آنفورگیون (۲۰۰۷)       | ۱۶ سپتامبر ۲۰۰۷ | ممفیس (تنسی)               | فدکس فروم               | آندرتیکر مقابل مارک هنری |
| آنفورگیون (۲۰۰۸)       | ۷ سپتامبر ۲۰۰۸  | کلیولند، اوهایو            | کوییکن لوانز آرنا       | کریس جریکو مقابل دیوید باتیستا مقابل کین مقابل جان لیفیلد مقابل ری‌میستریو                                                                   |